# Glonium graphicum
Glonium graphicum är en svampart som först beskrevs av Elias Fries, och fick sitt nu gällande namn av Duby 1862. Enligt Catalogue of Life ingår Glonium graphicum i släktet Glonium,  och familjen Hysteriaceae, men enligt Dyntaxa är tillhörigheten istället släktet Glonium,  och familjen Gloniaceae. Arten är reproducerande i Sverige. Inga underarter finns listade i Catalogue of Life.